# Polanco (Città del Messico)

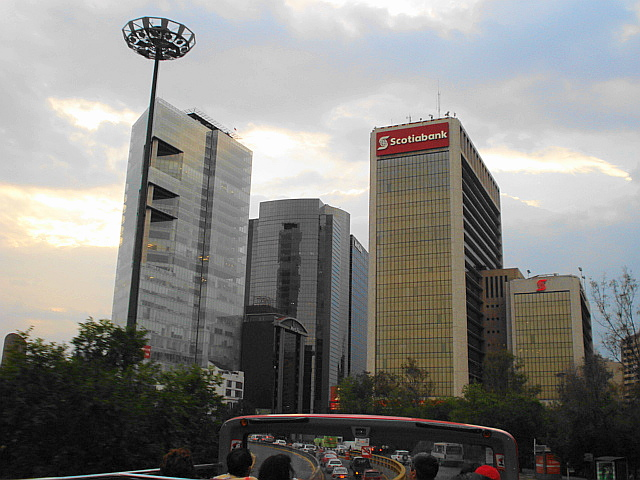
La torre Reforma 115 a Polanco, Città del Messico.

Polanco è una zona residenziale e commerciale tra le più esclusive di Città del Messico. È situata nella zona ovest della città, esattamente a nord di Chapultepec nella delegazione Miguel Hidalgo (D.F.).
Polanco si integra in cinque sezioni che sono; la colonia de "Los Morales" sezione Palmas, del Bosque, Polanco Reforma, Polanco Chapultepec e Chapultepec Morales. I limiti di Polanco sono: a nord l'Avenida Esercito Nazionale, a sud il Paseo de la Reforma, a est la Calzada Generale Mariano Escobedo e a ovest con il Boulevard Manuel Avila camacho (Periferico).

## Attrattive
Polanco è una delle zone più dinamiche della città è sede di esclusivi negozi, boutique e ristoranti, e anche di centri commerciali molto di moda e molto visitati. La vita notturna si concentra lungo la Avenida Mazaryk e la zona alberghiera.
Tra i monumenti e parchi da ricordare ci sono La Parrocchia di San Agustín, l'Obelisco a Simón Bolívar, il teatro all'aria aperta Ángela Peralta, il Parque Lincoln e la torre dell'orologio (simbolo della zona) il parco di San Agustín (Horacio) e il tempio di San Ignacio de Loyola.